# Ditirambo
Il ditirambo (in greco antico: διθύραμβος?, dithýrambos) era, nell'antica Grecia, un canto corale in onore del dio Dioniso.

## Storia
Il termine διθύραμβος è di origine sconosciuta, probabilmente non greca classica ma pelasgica; compare per la prima volta in Archiloco, che lo indica come quel "canto a Dioniso" che viene eseguito sotto l'ispirazione del vino.
Inizialmente era intonato da un gruppo di persone dirette da un corifeo, o exarchōn. Si trattava di una composizione poetica corale, dove poesia, musica e danza erano fuse insieme e tutte e tre indispensabili in ugual misura. La danza collettiva, drammatica e rapida, era eseguita in circolo da danzatori incoronati da ghirlande; l'exarchōn rappresentava lo stesso Dioniso, mentre i coreuti lo accompagnavano con lamentazioni e canti di giubilo.
Il Ditirambo accompagnava anche i cortei (pompè) di cittadini mascherati che, in stato d'ebbrezza, inneggiavano a Dioniso, accompagnati dal suono di flauti e tamburi; un suono cupo, poco melodico, ma di profonda potenza, furente, che accompagnava alla perfezione il corteo barcollante di uomini mascherati. Alcune feste a Dioniso infatti presupponevano il totale mascheramento, con pelli di animali e grandi falli; le Menadi, seguaci dirette del Dio, portavano il Tirso, un bastone con in cima o un ricciolo di vite o una pesante pigna.
Secondo Erodoto, fu trasformato in genere letterario a Corinto verso la fine del VII secolo a.C. da Arione di Metimna (c. 625 - c. 585 a.C.), che lo dispose secondo un preciso schema, facendolo intonare da un coro.. 
Tra VI e V secolo a.C. Simonide, Pindaro e Bacchilide divennero i principali poeti ditirambici; degli ultimi due rimangono numerosi frammenti.
Altri poeti minori che hanno scritto in ditirambi sono Teleste di Selinunte, Antagora di Cutro e Timoteo di Mileto.
Laso di Ermione introdusse il ditirambo ad Atene, dove organizzò un concorso tra le dieci tribù, ognuna delle quali partecipava con un coro di adulti ed uno di ragazzi, ciascuno di 50 membri; in seguito i concorsi ditirambici furono introdotti negli agoni in onore di Dioniso (509 a.C.), il cui primo vincitore sembra sia stato Ipodico di Calcide.
Il ditirambo ha una rilevante importanza concettuale come una "forma-lancio", se così la possiamo definire, che prepara a, o meglio genera, quelle che saranno la tragedia e la commedia. Aristotele, nella Poetica, afferma che esso diede origine alla tragedia; secondo la tradizione, il primo ad aver eseguito un ditirambo in senso "scenico", ad Atene, sarebbe stato un poeta "girovago", Tespi.
L'indicazione più chiara del ditirambo come proto-tragedia deriva da un testo di Bacchilide, anche se composto dopo che la tragedia si era completamente sviluppata. Il ditirambo 18 di Bacchilide, infatti, è un dialogo tra un singolo cantore ed il coro e può dare una indicazione di come potesse apparire la tragedia prima dell'aggiunta di un secondo attore, operata da Eschilo.
Nella letteratura italiana il ditirambo è un componimento giocoso sul tema del vino e dell'allegrezza conviviale. Il più celebre componimento ditirambico italiano è il Bacco in Toscana di Francesco Redi.
Friedrich Nietzsche utilizzò il ditirambo come strumento filosofico: gran parte delle sue poesie ed anche alcune sue opere posseggono la forma metrica ditirambica, proprio in onore al dio (o filosofo, come lui lo chiama) Dioniso. Esemplare in tal senso è l'opera maggiore di Nietzsche, Così parlò Zarathustra.
Al termine διθύραμβος sarebbe inoltre legata una delle possibili etimologie della parola  ἴαμβος, “giambo”, un genere della poesia lirica greca, che deriverebbe appunto dal suffisso -αμβος. Tale etimologia ricollegherebbe la poesia giambica all’ambiente agreste e ai riti di fertilità e fecondità, legati a divinità come Demetra e lo stesso Dioniso.